# Vlag van Driemond

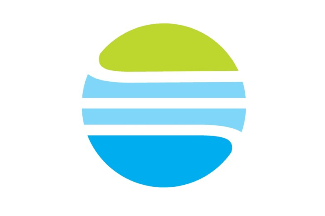
Vlag van Driemond

De vlag van Driemond is de dorpsvlag van de Noord-Hollandse dorp Driemond. De vlag bestaat uit een wit veld en toont op de voorgrond een logo. Dit logo verbeeldt het dorp Driemond met haar groene karakter en blauwe water. De openingen in het cirkelvormige beeldmerk verwijzen mogelijk naar de drie riviertjes (het Gein, de Gaasp en Smal Weesp).
Abbekerk
· Assendelft
· Bergen
· Bovenkarspel
· Buitenveldert
· Bussum
· De Rijp
· Driemond
· Groet
· Grootschermer
· Graft
· Hauwert
· Huisduinen
· Julianadorp
· Koog aan de Zaan
· Krommenie
· Krommeniedijk
· Lambertschaag
· Marken
· Middelie
· Muiden
· Muiderberg
· Naarden
· Nauerna
· Nibbixwoud
· Nieuw-Vennep
· Omval
· Opperdoes
· Rijsenhout
· Sijbekarspel
· Sint Pancras
· Sloten
· Spaarndam
· Vogelenzang
· Weesp
· Wijk aan Zee
· Wormerveer
· Zaandijk
· Zwaagdijk-West